# 狩野亮
狩野亮（日语：／ Kano Akira，1986年3月14日—），日本男子高山滑雪运动员。他曾代表日本参加2006年、2010年、2014年和2022年冬季残疾人奥林匹克运动会高山滑雪比赛，获得三枚金牌和一枚铜牌。